# Avicularia exilis
Avicularia exilis är en spindelart som beskrevs av Embrik Strand 1907. Avicularia exilis ingår i släktet Avicularia och familjen fågelspindlar.
Artens utbredningsområde är Surinam. Inga underarter finns listade.